# クイズ!ギョーカイ大百科
『クイズ!ギョーカイ大百科』（クイズ ギョーカイだいひゃっか）は、2006年11月25日に『ドスペ!』枠（土曜 19:00 - 20:54）で放送されたテレビ朝日製作のクイズ番組である。
各業界の裏事情をクイズにして出題。テーマにした業界は、冷凍食品業界、屋根業界、銭湯業界、下着業界の4種類。

## 出演者

### 司会
- 徳光和夫
- 劇団ひとり
- 堂真理子（テレビ朝日アナウンサー）

### パネラー
- 筧利夫
- 西川史子
- 丸山和也
- ラサール石井
- 渡辺満里奈

## スタッフ
- 企画：武居康仁
- 構成：浜田悠、兼上頼正
- ディレクター：大池典和、野坂真也、杉本憲隆、富田英男
- 演出：畔柳吉彦、新川雅史
- スーパーバイザー：菅原正豊
- プロデューサー：本井健吾、増田君儀、日吉伸二、佐藤恭也、本田賢司
- チーフプロデューサー：蓮実一隆
- 制作協力：ハウフルス、デジワン、ニューメディアジェネレーション、ランブル・ビー
- 制作著作：テレビ朝日